# Asociația Transilvană pentru Literatura Română și Cultura Poporului Român

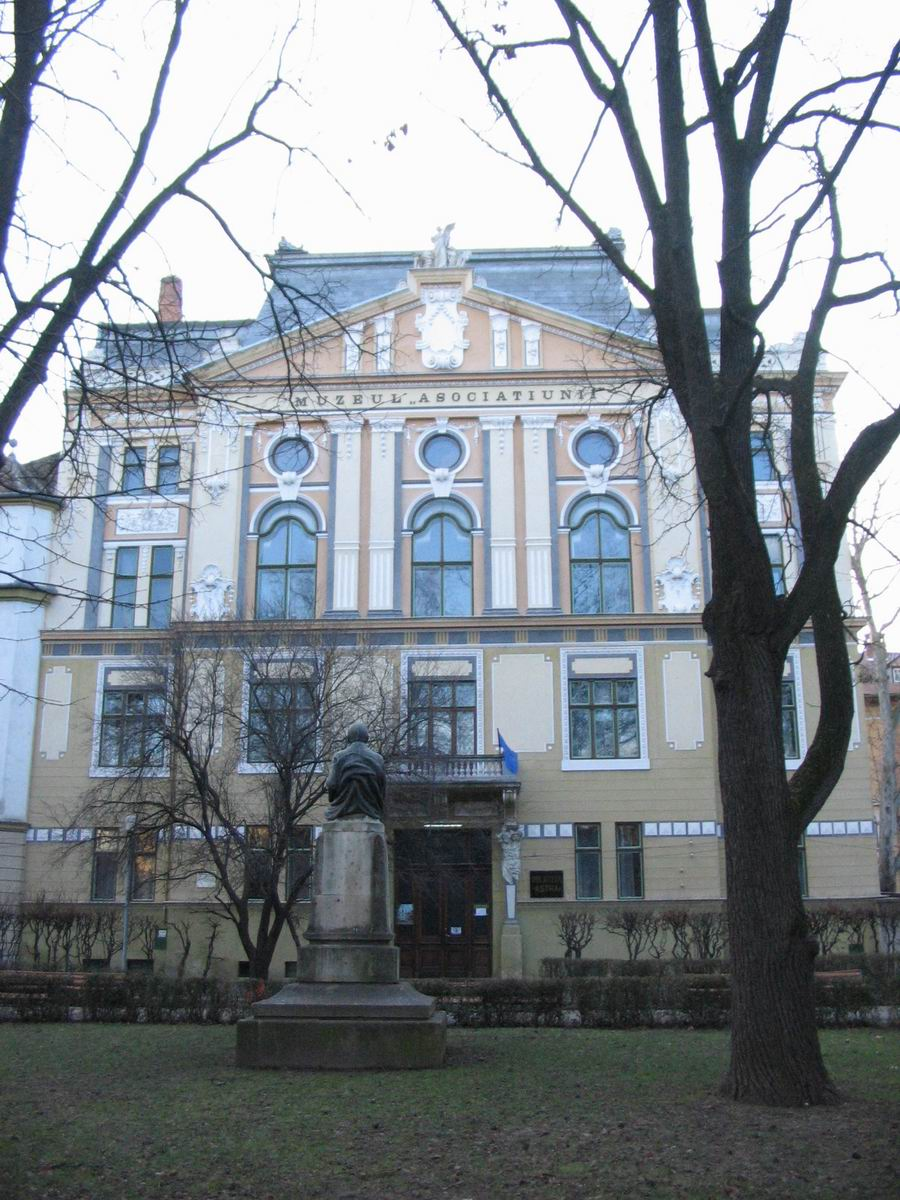
Palatul ASTRA de la Sibiu

Asociația Transilvană pentru Literatura Română și Cultura Poporului Român (ASTRA) a fost înființată la Sibiu între 23-26 octombrie (4-7 noiembrie stil nou) 1861, având un rol însemnat în emanciparea culturală și politică a românilor din Transilvania.
Prima conducere a organizației a fost girată de președintele Andrei Șaguna, vicepreședintele Timotei Cipariu și secretarul George Barițiu. 
Organizația s-a orientat constant către afirmarea națională și întărirea solidarității românilor din Transilvania.

## Istorie
Asociația transilvană pentru literatură și cultură a poporului român, ASTRA, cum i s-a spus în mod curent, a fost înființată la 23 octombrie (4 noiembrie) 1861 la Sibiu, de către „inteligențiile românești ardelene”, cum erau numiți intelectualii vremii.

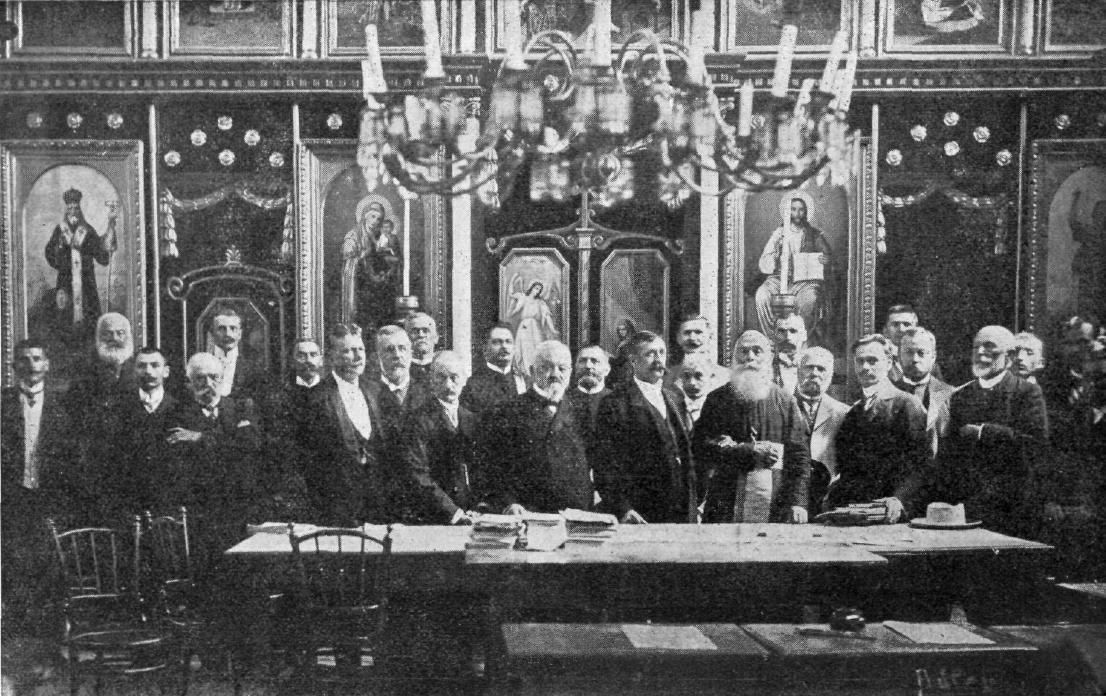
Adunarea generală anuală din 1908, în Biserica greco-catolică din Șimleu Silvaniei (7 august 1908).

Statuetele Asociației precizau următorul scop al acestui for cultural: „Înaintarea literaturii române și cultura poporului român în deosebitele ramuri prin studii, elaborare și editare de opuri, prin premii și stipendii pentru diferitele specialități de știință și arte și alte asemenea. Asociația va avea un președinte, un vicepreședinte, un secretar-prim, un secretar, un bibliotecar, și arhivar, un casier, un controlor - toți aleși pe trei ani.”
După elaborarea Statutelor Asociației, cei 212 membri înscriși s-au întâlnit în ședința inaugurală, la Sibiu, în ziua de 23 octombrie 1861, alegând să conducă Asociațiunea pe mitropolitul Andrei Șaguna - președinte, Timotei Cipariu - vicepreședinte și George Barițiu - secretar. Adevăratele țeluri urmărite de Asociațiune erau conturate din prima zi: „dorința fierbinte să fim o singură națiune”.
În 7 februarie 1895 comitetul de conducere al Astrei decide elaborarea și publicarea Enciclopediei Române, sub îndrumarea lui Corneliu Diaconovici. Lucrarea, apărută în trei volume între 1898 și 1904, a îndeplinit multă vreme o dublă funcție în istoria poporului român: culturală și politică, .

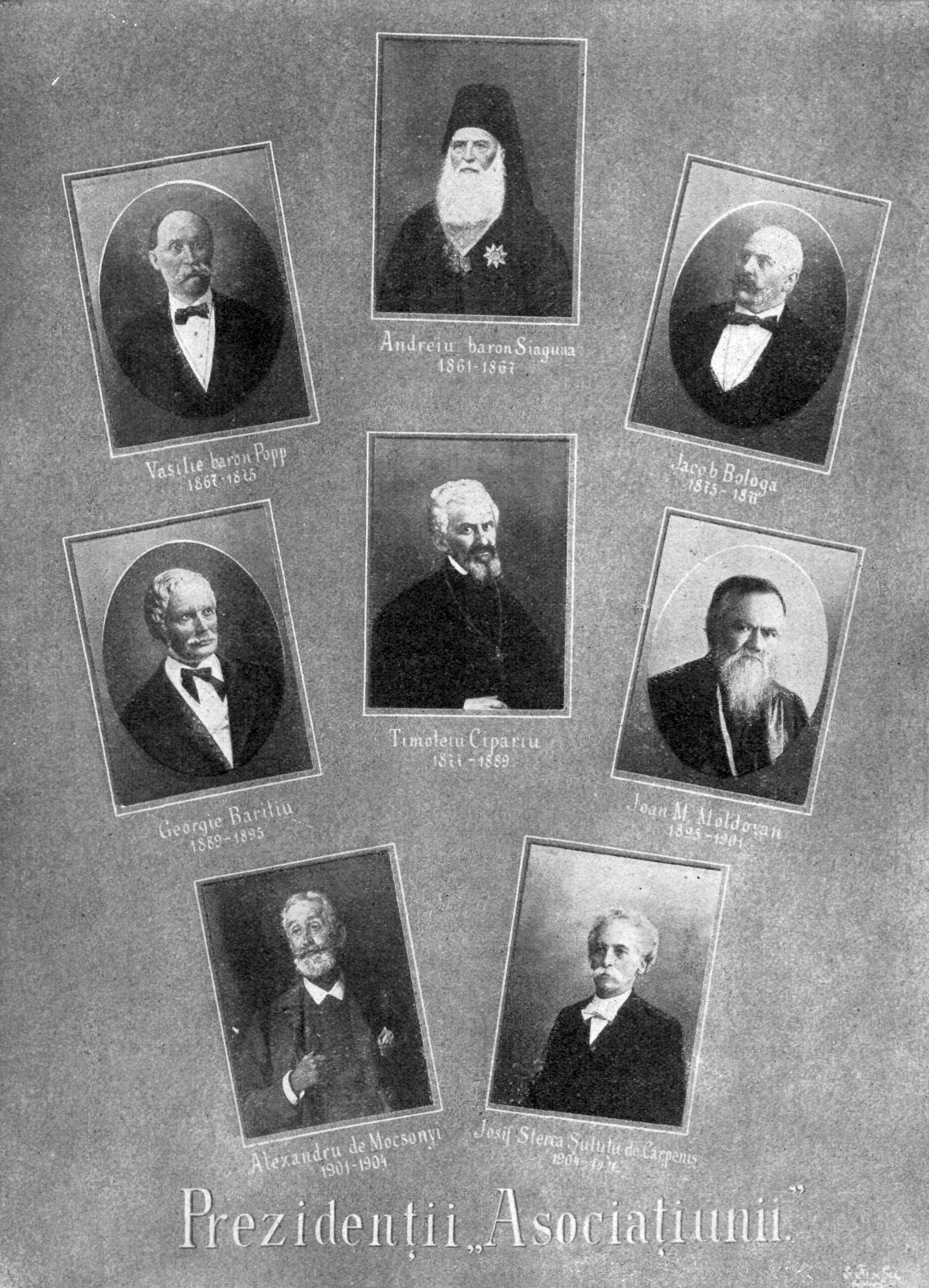
Președinții ASTRA - panou publicat în Revista Luceafărul din august 1911

În cadrul ASTREI s-a concentrat la sfârșitul secolului al XIX-lea si inceputul sec. XX elita intelectuală a românilor transilvăneni: George Barițiu, Timotei Cipariu, Andrei Șaguna, Ion Pop-Reteganul, Ioan Pușcariu, Miron Cristea, Vasile Goldiș, Onisifor Ghibu, Octavian Goga. Secretarii Asociațiunii, care și-au desfășurat activitatea la sfârșitul secolului al XIX-lea și începutul secolului al XX-lea au fost Corneliu Diaconovici, Octavian Tǎslǎuanu și Andrei Bârseanu.
În 1906 secretar administrativ al ASTREI era Octavian Tăslăuanu. Octavian Tǎslǎuanu și Octavian Goga au editat revista de culturǎ, civilizație, literaturǎ, artǎ și atitudine Luceafǎrul. Apǎrutǎ la Budapesta în 1902, își mută sediul la Sibiu în 1906, pe strada Schewis  nr. 2, an ce coincide cu alegerea în funcția de secretar al ASTREI. Primul număr apărut la Sibiu a fost nr 17-18 din 15 octombrie. 
Luceafărul devine “oglinda vie a a spiritului de creație ardelean”.

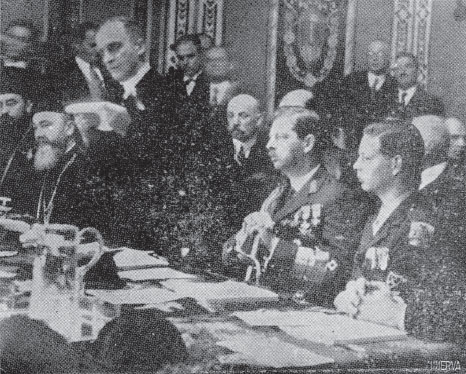
Regele Carol II și principele moștenitor Mihai la congresul Astrei din 20 septembrie 1936, cu ocazia aniversării a 75 de ani de existență, la Blaj.

Până la Unire, în fruntea ASTREI au fost ca președinți personalități politice și culturale proeminente: Andrei Șaguna, Vasile Ladislau Pop, Iacob Bologa, Timotei Cipariu, George Barițiu, Ioan Micu-Moldovan, Alexandru Mocioni, Iosif Sterca-Șuluțiu, Andrei Bârseanu, inițiatori de mari înfăptuiri, ideologi și animatori înflăcărați.
După ani de muncă laborioasă a ASTREI (conferințe, editări de cărți, înființări de școli), Cipariu declara în 1867 următoarele: „Simțul național s-a deșteptat în toată românimea. Națiunea română a venit la cunoștința poziției care i se cuvinte între națiunile Europei; ea va face toți pașii cuveniți pentru a ocupa această pozițiune cu demnitate. Am început a ne elibera patria, am început a ne elibera limba.”
În timpul președinției lui Iuliu Moldovan a luat loc la Blaj, în ziua de 20 septembrie 1936, congresul general al Astrei cu ocazia aniversării a 75 de ani de existență, la care au participat Regele Carol al II-lea al României și principele moștenitor Mihai I al României. 
În anul 1947 au fost aleși în fruntea Asociațiunii episcopul ortodox Nicolae Popoviciu al Oradiei și vicarul greco-catolic Pompeiu Onofreiu de la Sibiu. Aceștia s-au opus inițiativei de includere a ASTREI în ARLUS. În anul 1948 comuniștii i-au înlăturat de la conducerea Astrei, iar Asociațiunea a fost desființată. După o perioadă de furie, de distrugere a multe din realizările Astrei (1948 - 1960) în general, a culturii naționale, încet, încet, într-o formă mai mult sau mai puțin mascată, s-a putut discuta despre spiritul Asociațiunii. Au început să se întocmească lucrări de grad, să se publice materiale despre activitatea Asociațiunii și chiar să se vorbească despre însemnătatea ei în istoria românilor. Cercetătorii Vasile Curticăpeanu, Victor Grecu, Matei Pamfil, Paul Abrudan, Mircea Avram, Dan Mârza și alții au început să pună în valoare bogăția spirituală a ASTREI. În 1965 la Târgu Lăpuș s-a reînființat Astra Lăpușneanu de către cărturarul Valentin Biltz.
Între 29–31 august 1986 la Sibiu și Săliște a avut loc sesiunea „125 de ani de la înființarea Astrei“, cu participarea lui Radu Voinea, președintele Academiei Române, și a mitropolitului Antonie Plămădeală.
După Revoluția Română din 1989, la începutul anului 1990, vechii astriști și intelectualii mai tineri care cunoșteau activitatea Astrei, au reactivat asociațiunea. În aprilie 1990 a avut loc la Sibiu prima adunare generală după 47 de ani. Cu acest prilej a fost ales ca președinte al Astrei preot profesor universitar doctor Dumitru Abrudan. Cu blândețea și înțelepciunea sa, în cei doi ani de președinție, a contribuit la refacerea prestigiului Astrei în noile condiții de lucru.
Actualmente ASTRA are răspândite, atât în țară, cât și în afara granițelor peste 70 de despărțăminte (filiale), între care cele mai active sunt: Despărțământul "Mihail Kogălniceanu" Iași, "Timotei Cipariu" Blaj, "Dr. Teodor Mihali" Dej, Năsăud, Somcuta Mare, Tighina, Carei, Sebeș, Reghin, Codlea etc.

## Publicațiile ASTREI
- Transilvania - editată la Brașov (1 ianuarie 1868 - 15 decembrie 1878) și la Sibiu (1 ianuarie 1881 - 1946), cu unele întreruperi (în prezent apare la Sibiu);
- Analele Societății Academice Române - publicație de prestigiu în istoria științei și a culturii românești. Apare la București în 1868, în volume anuale care cuprindeau rapoartele sesiunilor, comunicările și conferințele ținute de Academie, alegerile colectivelor de conducere, premierile anuale;

## Președinții până in prezent

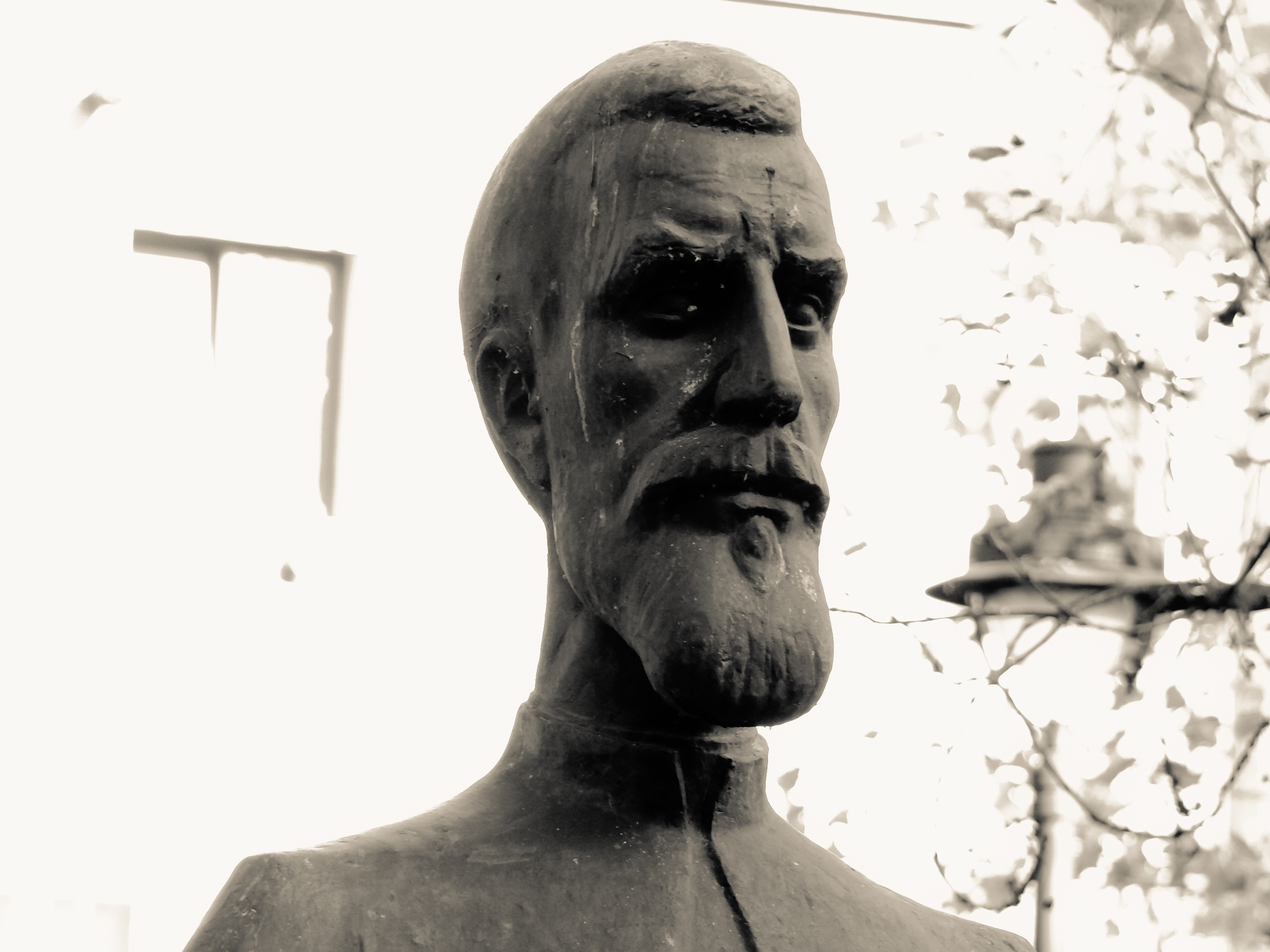
Timotei Cipariu, Parcul ASTRA, Sibiu

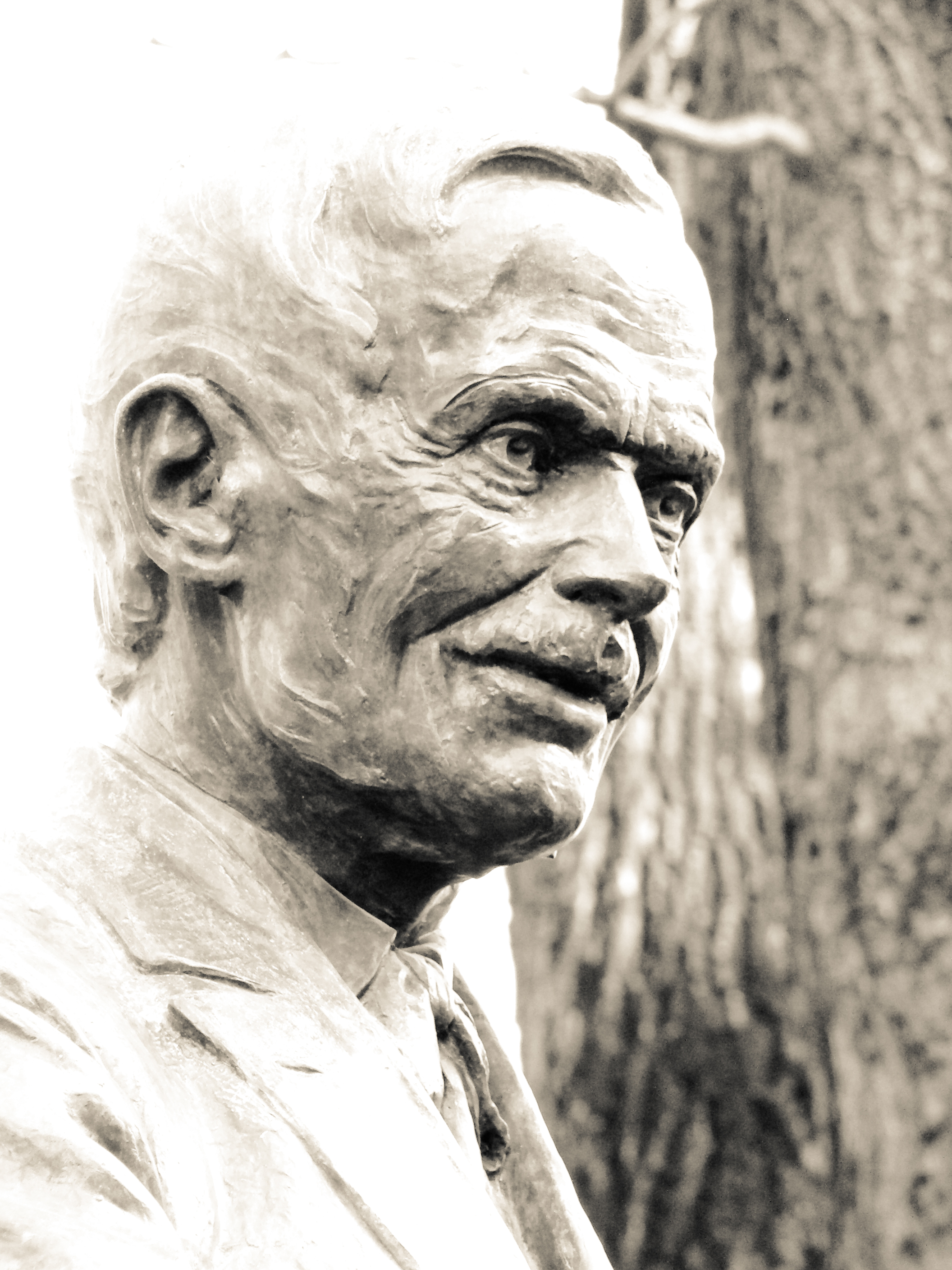
Gheorghe Barițiu, Parcul ASTRA, Sibiu

- Andrei Șaguna (1861-1867)
- Vasile Ladislau Pop (1867-1875)
- Iacob Bologa (1875-1877)
- Timotei Cipariu (1877-1887)
- George Barițiu (1888-1893)
- Ioan Micu-Moldovan (1893-1901)
- Alexandru Mocsonyi (1901-1904)
- Iosif Sterca-Șuluțiu (1904-1911)
- Andrei Bârseanu (1911-1922)
- Vasile Goldiș (1923-1932)
- Iuliu Moldovan (1932-1947)
- Nicolae Popoviciu (1947-1948)
- Dumitru Abrudan (1990–1992)
- Dumitru Acu (1992-prezent)